# ジョージ・H・W・ブッシュ
ジョージ・ハーバート・ウォーカー・ブッシュ（英語: George Herbert Walker Bush、1924年6月12日 - 2018年11月30日）は、アメリカ合衆国の政治家。同国第41代大統領（在任：1989年1月20日 - 1993年1月20日）。テキサス州選出連邦下院議員、国際連合大使、米中連絡事務所所長、中央情報長官（CIA長官）、副大統領を歴任した。死去時最高齢（94歳）の大統領経験者であったが、2019年3月22日に、同年生まれのジミー・カーターが最高齢記録を更新している。第43代アメリカ合衆国大統領を務めたジョージ・W・ブッシュは彼の長男である。

## 人物・来歴

### 生い立ち

1925年に撮影された幼少時代のジョージ・H・W・ブッシュ

ボストン郊外のミルトンにてプレスコット・ブッシュとドロシー・ウォーカー夫妻の次男として誕生した。兄にプレスコット・ブッシュ・ジュニア（米中商工会議所議長）がいる。父親はコネチカット州のリベラルな共和党の連邦上院議員で、著名な投資銀行「ブラウン・ブラザース・ハリマン」に在籍していた。なおブッシュ家は女系の先祖がイギリス王室に連なる家柄である。

### 学校
ブッシュはグリニッジのグリニッジ・カントリー・デイスクールからその経歴を開始した。高校卒業後に国への義務を果たすべく海軍に志願した。その年のうちにテキサス州コーパスクリスティで飛行訓練を完了し、アベンジャー雷撃機のパイロットに任命される。

### 軍歴

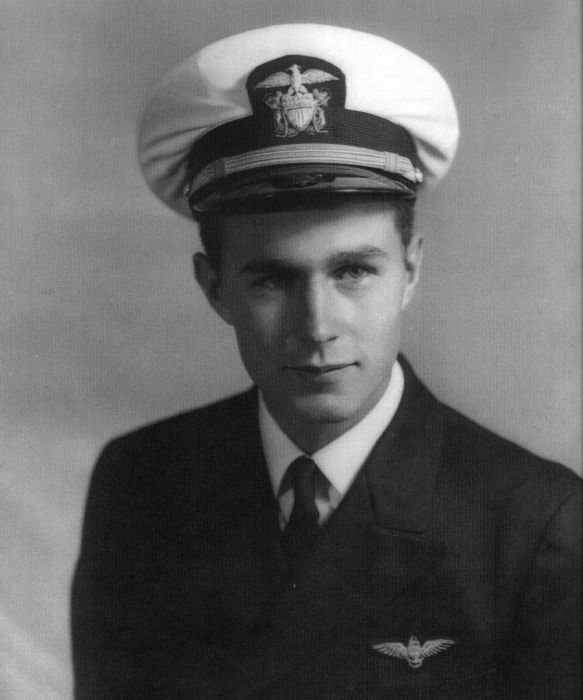
アメリカ海軍時代のポートレイト

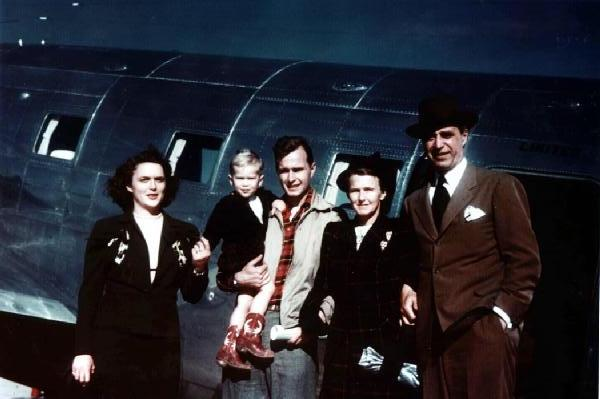
家族との写真(1949年)

1942年より空母サン・ジャシントに乗り組み、第51雷撃飛行隊に所属して太平洋戦線に従軍した。彼は第二次世界大戦における最も若い艦上攻撃機パイロットだった。退役するまでパイロットとして1228時間の飛行時間を記録し、126回の空母着艦を成功させたが、2度の被撃墜も経験した。
少尉時代の1944年に参加したマリアナ沖海戦では日本機の銃撃によって乗機のTBF-1Cを、中尉時代の1944年9月2日には小笠原諸島沖で父島地上砲台の対空砲火を浴びて乗機のTBMを撃墜されているが、いずれも味方に救助され生還している。
2度目の際には敵地近くであり、同乗していた砲塔機銃手ウィリアム・ホワイト中尉と通信士ジョン・デラニー二等兵曹は戦死し自身も4時間に渡って漂流して捕虜になる危機を迎えた。当時9度目の哨戒任務で同海域にいたガトー級潜水艦「フィンバック」に救助された。この父島では後に小笠原事件が起きたとされる。この経験から「神はなぜ自分を生かしたのか？自分に示された神の意図は何か？」と自問するようになる。
翌月までフィンバックで勤務し撃墜されたパイロットの救助にあたった。11月にサン・ジャシントに戻りフィリピン作戦に参加した。ブッシュは彼の飛行隊がアメリカに帰国するまで1944年を通じて58回の戦闘に参加し、殊勲飛行十字章（2度目の被撃墜の際の爆撃の成功によるもの）、さらにエア・メダルを3回、サン・ジャシントに対する殊勲部隊章（Presidential Unit Citation）1回と全部で5個の勲章を受章した。その後、海軍中尉にまで昇進し退役した。

### 帰還後
太平洋から帰還して数週間後の1945年1月6日、バーバラ・ピアスとライ（ニューヨーク州）で結婚し、6人の子供をもうけた。カップルの最初の住居はミシガン州トレントンの小さな賃貸アパートだった。
帰国後はイェール大学に進学し、2年半で卒業した。在学中は大学の野球チームに所属して腕利きの一塁手として鳴らし、キャプテンとしてチームをカレッジ・ワールドシリーズに導いた。卒業の年のシリーズでは、試合前にベーブ・ルースとも対面している。
入学した年には父のプレスコット・ブッシュも属した秘密結社であるスカル・アンド・ボーンズに加入した。 1948年には経済学の学士号を取得し卒業している。その後は地元テキサス州でオイルビジネスに従事した。

### CIAとの関わり
ジョージ・ブッシュはイェール大学卒業後に土木・建築事業のコングロマリットで、CIAと緊密に協力していたドレッサー・インダストリーズ（現在のハリバートン）の子会社アイデコ（インターナショナル・デリック・アンド・エクイップメント・カンパニーの略）のセールスマンになり、アイデコ社のサービスを共産圏も含めた世界各国で営業して回るという仕事を与えられた。ブッシュはアレン・ダレスのスパイだったジョージ・ド・モーレンシルツというロシアの伯爵と頻繁に接触し、CIAが欲しがるような共産圏の石油関連情報を収集し、CIAに提供していたという。
彼にこの重要な仕事を与えたのはドレッサー・インダストリーズのヘンリー・ニール・マロン社長であった。マロン社長は父のプレスコットのイェール大学の同級生で、ブッシュ家と親しい間柄であった。またマロン社長はアレン・ダレスとも親密な関係を持ち、将来有望なスパイ候補者を頻繁にダレスのもとに送ったり、CIAの工作のためにスパイに偽装の職場を提供したりと、CIAと緊密に協力していた。ジョージ・ブッシュは1953年にはザパタ石油会社を立ち上げ、CIAがメキシコでの工作活動に乗り出した1959年には、CIAの活動に積極的に協力した。
1963年、FBIはブッシュをCIAの職員と証拠づけるもブッシュは否定しなかった。その後もブッシュはCIA長官に就任し、CIA本部にその名前を冠するまで強い繋がりをCIAと持ち続けた。

## 政治経歴

### 連邦下院議員

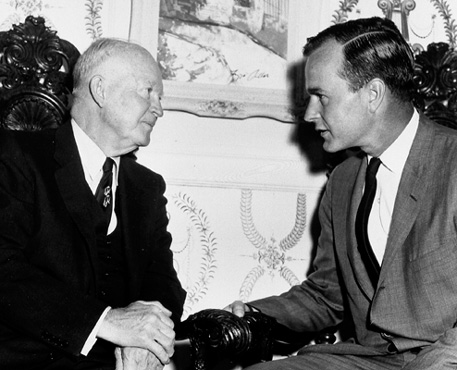
ドワイト・D・アイゼンハワーと共に

米中連絡事務所所長時代に天安門にて(1975年)

1964年、ブッシュはテキサスの共和党員ジョン・タワー上院議員を含む南部の政治家のほとんどが反対した公民権法に賛成した民主党のラルフ・ヤーボロー上院議員に対抗して上院議員選挙に出馬し、政治家に乗り出した。
ヤーボローがブッシュを「ちょうど彼らがニューヨーク証券取引所の席を買ったように」上院議員の席を買おうとする「渡り政治屋」であると批判したことに対し、ブッシュはヤーボローを「極論者」および「左翼扇動政治家」と呼んで対抗したが、ブッシュは1964年の民主党の地滑り勝利により敗北を喫した。
ブッシュは1966年と1968年の終わりにテキサスの第7区から連邦下院議員に選任された。彼はその後1970年に民主党の予備選挙でヤーボローを破ったロイド・ベンツェンに2度目の連邦上院議員選挙で敗れた。

### 国際連合大使と中央情報長官
ブッシュは1970年代を通して、リチャード・ニクソンおよびジェラルド・フォードの2人の共和党の大統領の下で共和党全国委員会委員長・国際連合大使・中華人民共和国への特命全権公使（米中連絡事務所所長）・危機委員会評議員などの要職を歴任した。当初、大統領であるフォードはブッシュを副大統領候補に検討していたが、ブッシュの選挙キャンペーンにニクソンの秘密資金が流入していた疑惑を特別検察官が捜査していた為にネルソン・ロックフェラーを選択したとされる。
リチャード・ニクソン政権で国際連合大使として中華人民共和国の国際連合加盟を認めたアルバニア決議やそれに伴う次期国際連合事務総長の選出をめぐるアメリカ合衆国とソビエト連邦と中華人民共和国の三つ巴の駆け引きへの対応に追われ、米中連絡事務所所長となった際は訪中した当時の大統領フォードに同行、中華人民共和国主席だった毛沢東とも2度会見した。事実上の特命全権公使として中国で過ごした経験は世界の問題に対するアメリカの強い関与の必要性をブッシュに確信させたとされる。
1年間と短い期間ではあったが、中央情報長官(CIA長官)（1976年1月30日 – 1977年1月20日）も務め、中国への赴任直後であった為驚きを持って受け取られた。CIA長官就任後最初に直面した問題は、アンゴラの共産化を防ぐことであった。しかし、1975年11月当時はソビエト連邦とキューバの大規模な支援を受けてアンゴラ人民共和国を建国したアンゴラ解放人民運動（MPLA）が軍事的に優勢だった。ベトナム戦争で他国への介入に否定的となっていたアメリカ議会は中国とザイールに支援されたアンゴラ民族解放戦線 (FNLA)に対する欧米の援助を問題視し、1976年にクラーク修正法でアンゴラの反政府組織への援助を禁止した。しかし、ブッシュCIA長官はこれを拒否し、イギリス陸軍特殊空挺部隊（SAS）の元隊員で構成される傭兵部隊を使ってアンゴラの対ソ秘密作戦を展開した。この秘密作戦は一定の成功を収め、アンゴラ内戦は泥沼化した。同年にはエジプトやサウジアラビアなどによるアフリカの反共反ソ同盟サファリ・クラブの結成を国際商業信用銀行（BCCI）を通じて支援した。また、ラテンアメリカの親米軍事独裁政権によるコンドル作戦も支援したとされる

### 副大統領

#### ロナルド・レーガンからの信頼

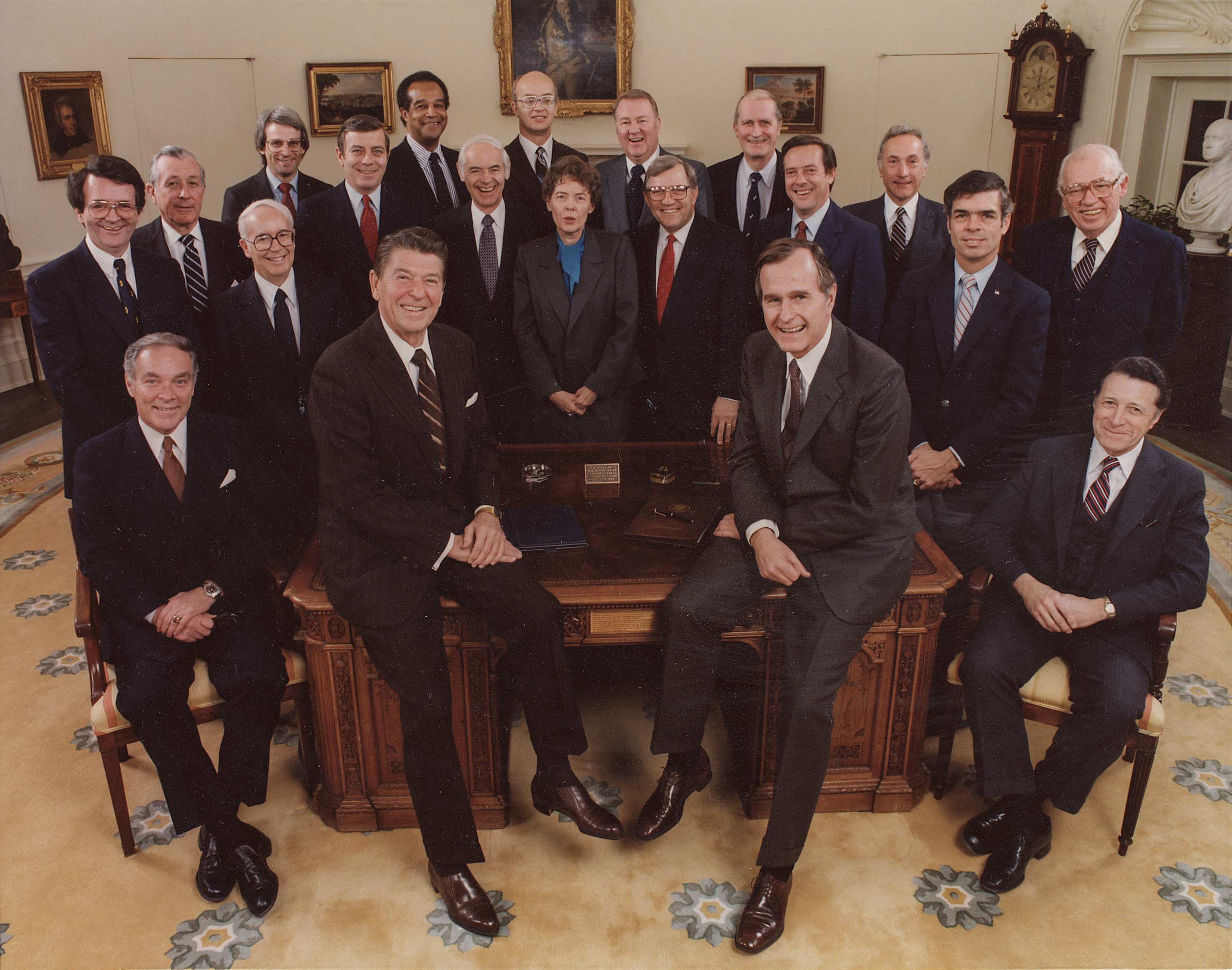
副大統領を務めたロナルド・レーガン政権の閣僚と共に（1981年2月4日）

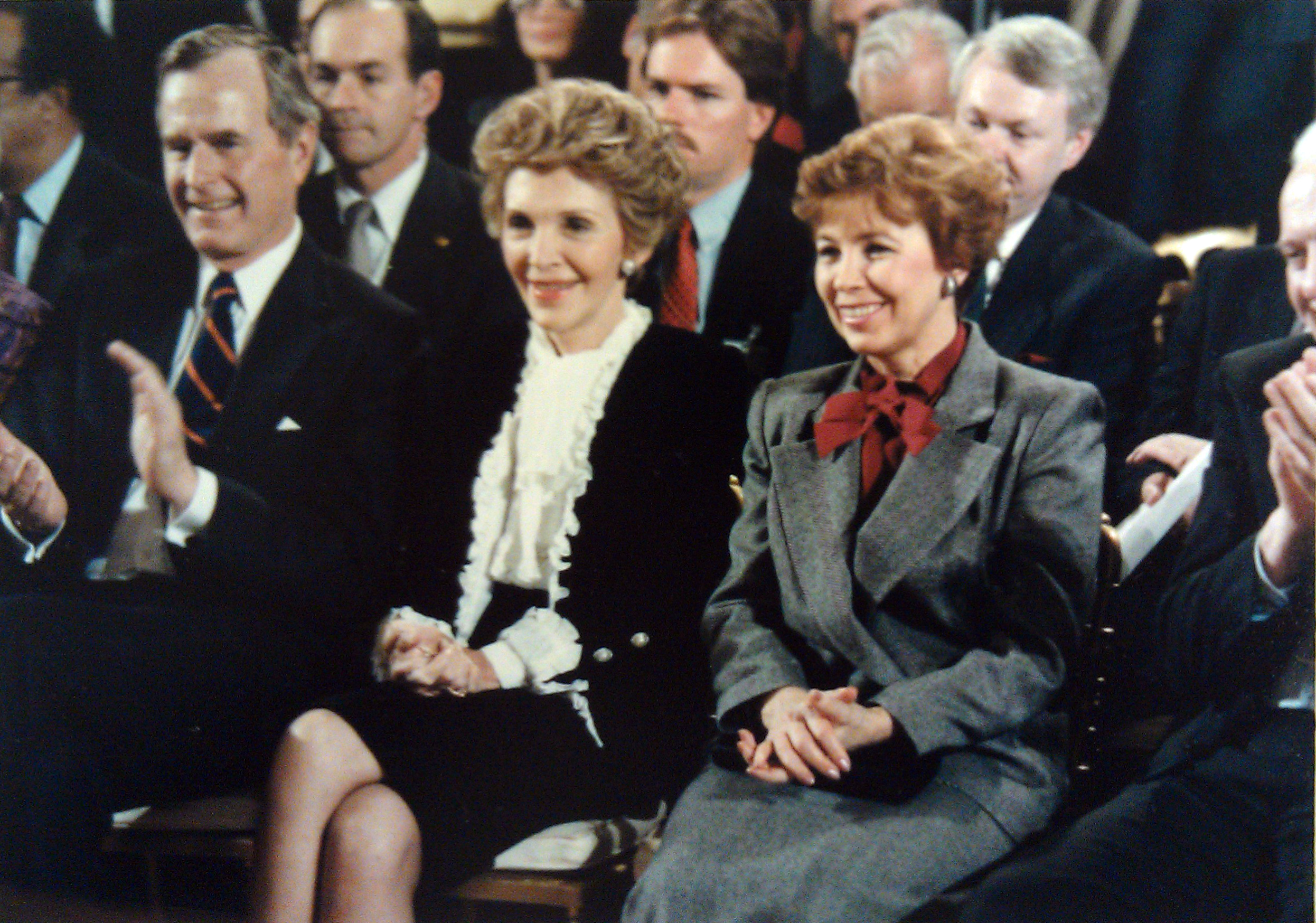
ナンシー・レーガンとライサ・ゴルバチョワと共に（1987年）

1980年、ブッシュは共和党の大統領候補への正式指名を争う予備選挙に出馬する。そこでブッシュは、学界では批判の多いサプライサイド経済学に基づくレーガンの経済政策を「ブードゥー（呪術）経済学」と批判したものの、結局は指名を得ることに失敗してしまう。
共和党大会直前にロナルド・レーガンに副大統領候補として指名され、1981年1月20日に副大統領に就任する。ブッシュはレーガンと予備選挙の時こそ対立したものの、副大統領としてはレーガンに忠実に仕えた。レーガンも同年3月30日の銃撃事件で病院に担ぎ込まれた際にブッシュが周囲より大統領職権の臨時代行を勧められるも断った事をきっかけに、ブッシュの謙虚な人格を信頼するようになった。

#### 外交
ブッシュは元CIA長官や元危機委員会評議員を務めていたように、外交・安全保障に並々ならぬ関心を持った副大統領であり、結果として2期8年の任期をレーガン政権の副大統領として勤めた。
ブッシュはホワイトハウス内の危機管理センターという独自情報機関の責任者に就任し、様々な危機への対応策を計画・実施した。その一つがイラン・コントラ秘密工作であった。この悪名高い工作はブッシュ副大統領率いる危機管理センターのSSGで計画が練られ、ウィリアム・ケーシーCIA長官が中心となって実施した。ブッシュやケーシーらは反共勢力を支援するためにラテンアメリカの麻薬王とも手を組んだ為、アメリカ国内への麻薬の流入も急増した。後に敵対することになるイラクのサッダーム・フセイン政権との国交正常化とイラン・イラク戦争での対イラク援助の決定にも関わり、「イラクゲート」と呼ばれるフセイン政権に武器援助を行った疑惑で追及されることになる。
アフガニスタンのムジャヒディンと呼ばれるイスラム教徒のゲリラに対する支援はカーター政権で開始されたが、レーガン政権になると、ブッシュ副大統領とケーシーCIA長官が中心となってさらに大がかりな支援活動を行った。アメリカ製のスティンガー対空ミサイルを供与し、軍事訓練を施すためにアメリカ軍特殊部隊を派遣した。そして世界中から約3万5千人の急進派のイスラム教徒を呼び集めてパキスタンと中国で軍事訓練を施し、アフガニスタンでソビエト連邦軍と戦わせた。その中にはオサマ・ビン・ラディンがいた。また、サウジアラビアからイスラム急進派をアメリカに入国させ、軍事訓練を施してアフガニスタンに送り込むという工作も行ったとされる。
ブッシュらの秘密工作はソビエト連邦の弱体化に成功して冷戦終結に貢献したが、中南米での麻薬の氾濫・中東でのイスラム過激派のテロリストの増長という負の遺産を残した。

#### バーバラの貢献
バーバラも副大統領夫人として様々な公務にあたった。力を入れた事業として識字率の向上を推進する活動があった。動機として三男のニールが識字障害に苦しんだことがあった。バーバラは識字率を高めることは貧困を減らすことだと信じていた。

### 1988年アメリカ合衆国大統領選挙

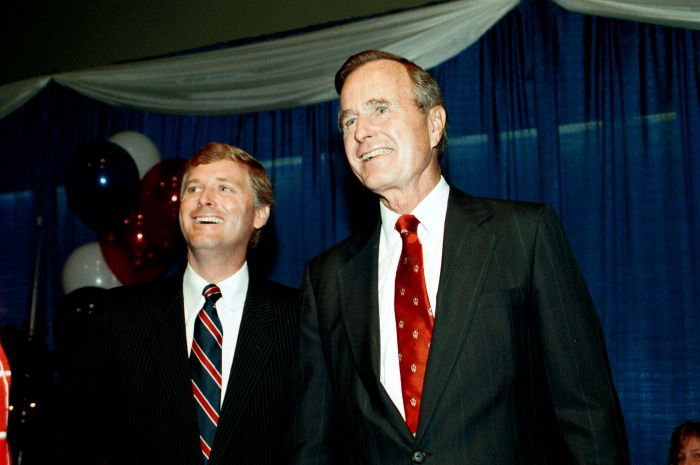
ダン・クエールと共に（1988年）

2期8年に渡ってロナルド・レーガン政権で副大統領を務めた後、満を持して出馬した1988年アメリカ合衆国大統領選挙では、ボブ・ドールやドナルド・ラムズフェルドなどを破って共和党候補に選出された。本選挙ではロイド・ベンツェンを副大統領候補に選択したマサチューセッツ州のマイケル・デュカキス州知事に地滑り的な大勝をおさめた。現職の副大統領としてはマーティン・ヴァンビューレン以来152年ぶりに4人目、2期目を務めている現職の副大統領としては実にジョン・アダムズ以来192年ぶりに2人目の大統領当選者で、「副大統領は長く務めるほど大統領選挙が不利になる」というジンクスを覆した。
→ 詳細は「1988年アメリカ合衆国大統領選挙」の項を参照。

## 大統領職

### 大統領

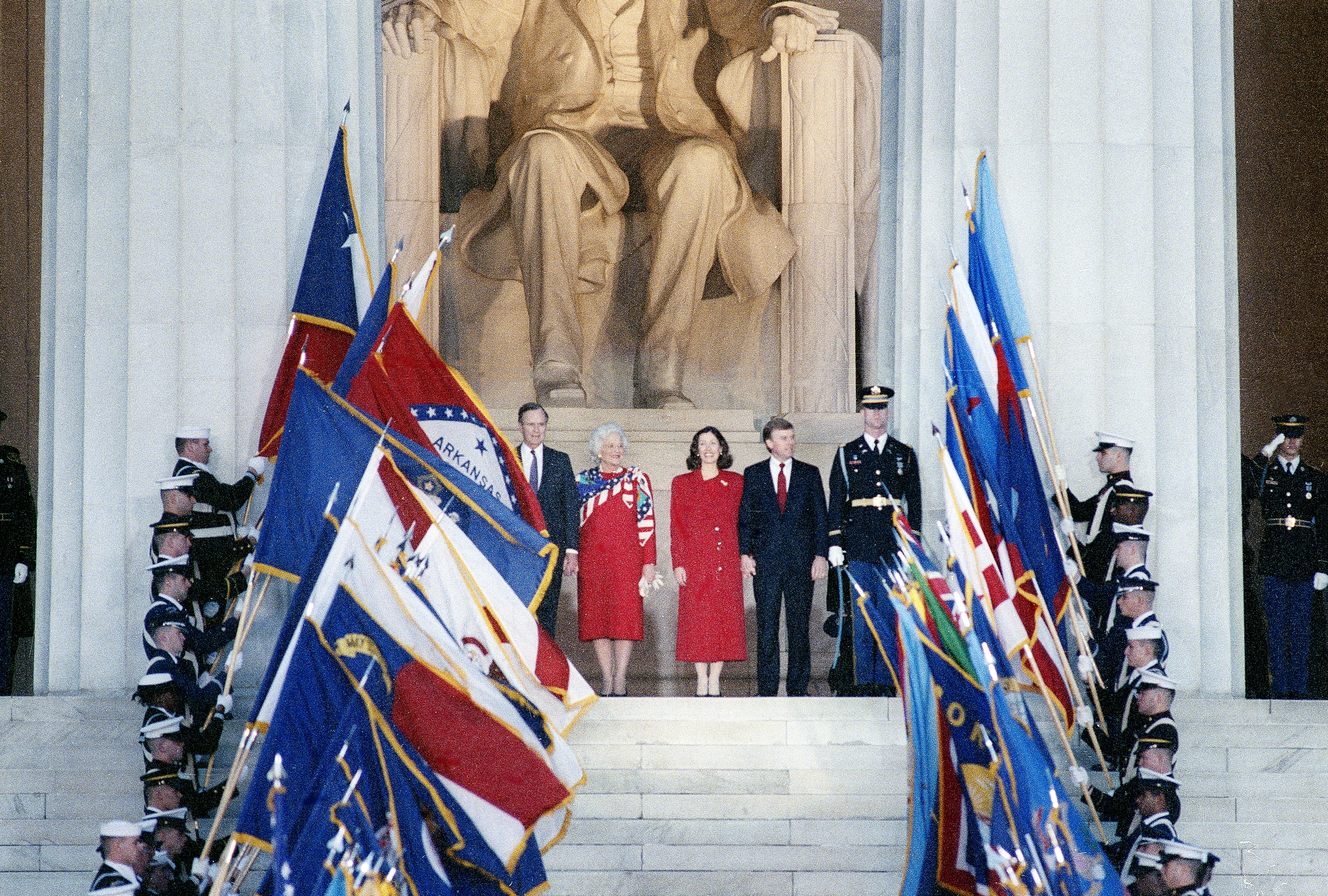
大統領就任式（1989年1月20日）

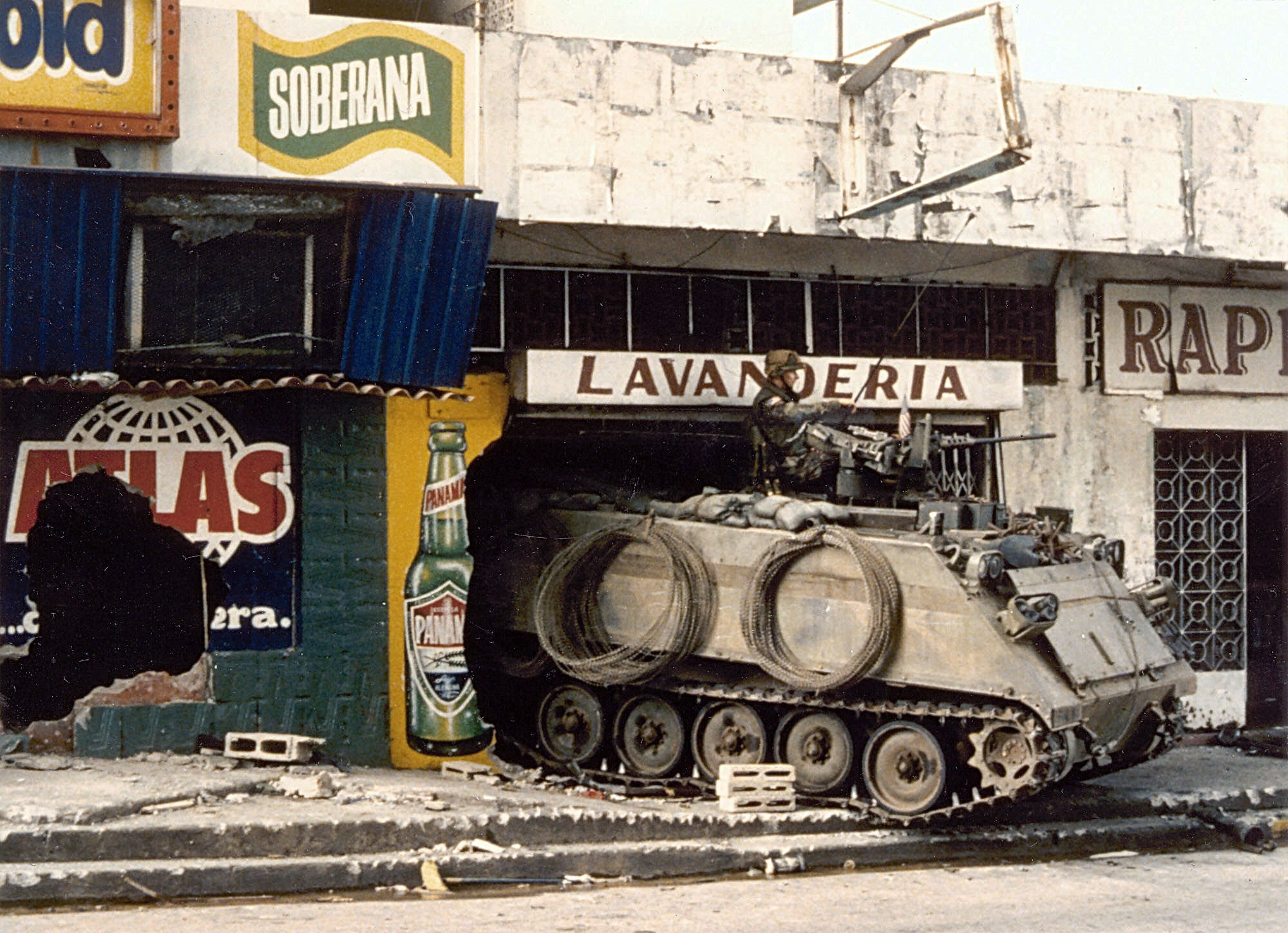
パナマに展開するアメリカ陸軍のM113（1989年12月21日）

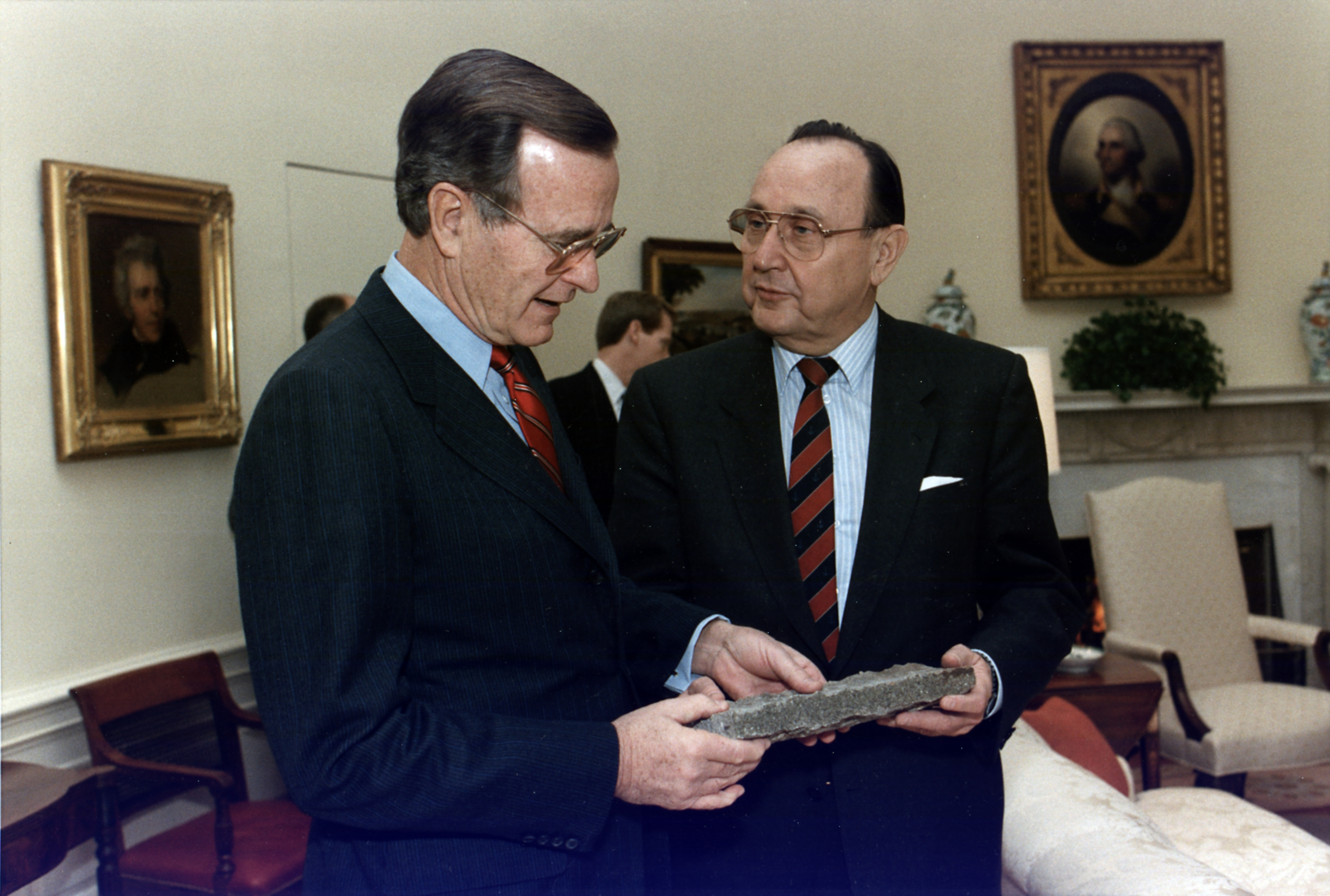
ベルリンの壁の一部を贈るドイツのゲンシャー外相と共に（1989年11月21日）。

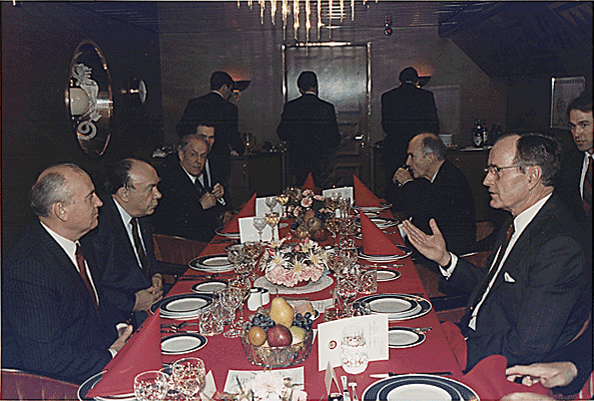
ゴルバチョフと共に（1989年12月2日）。

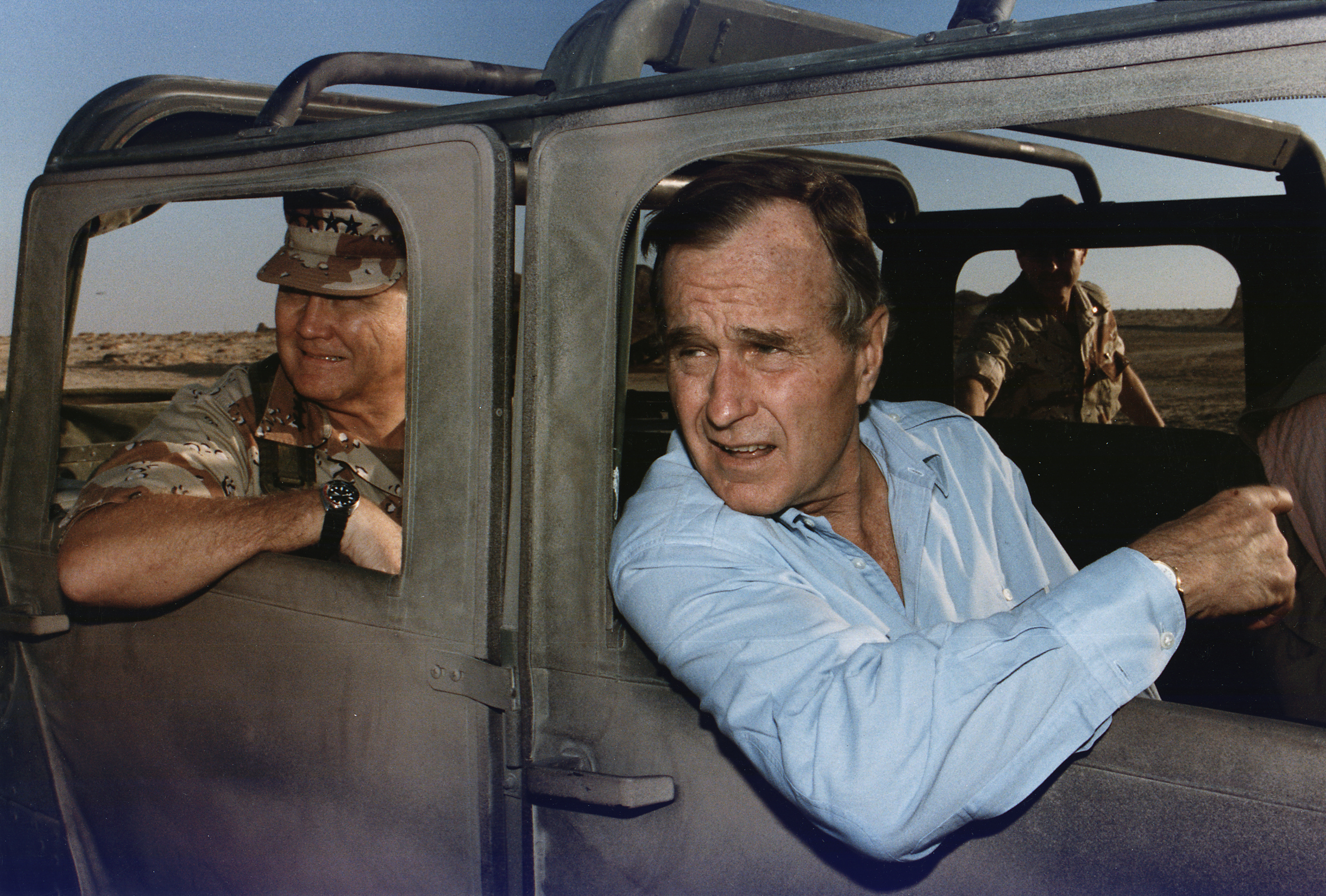
中央軍司令官のノーマン・シュワルツコフとサウジアラビアで（1990年）

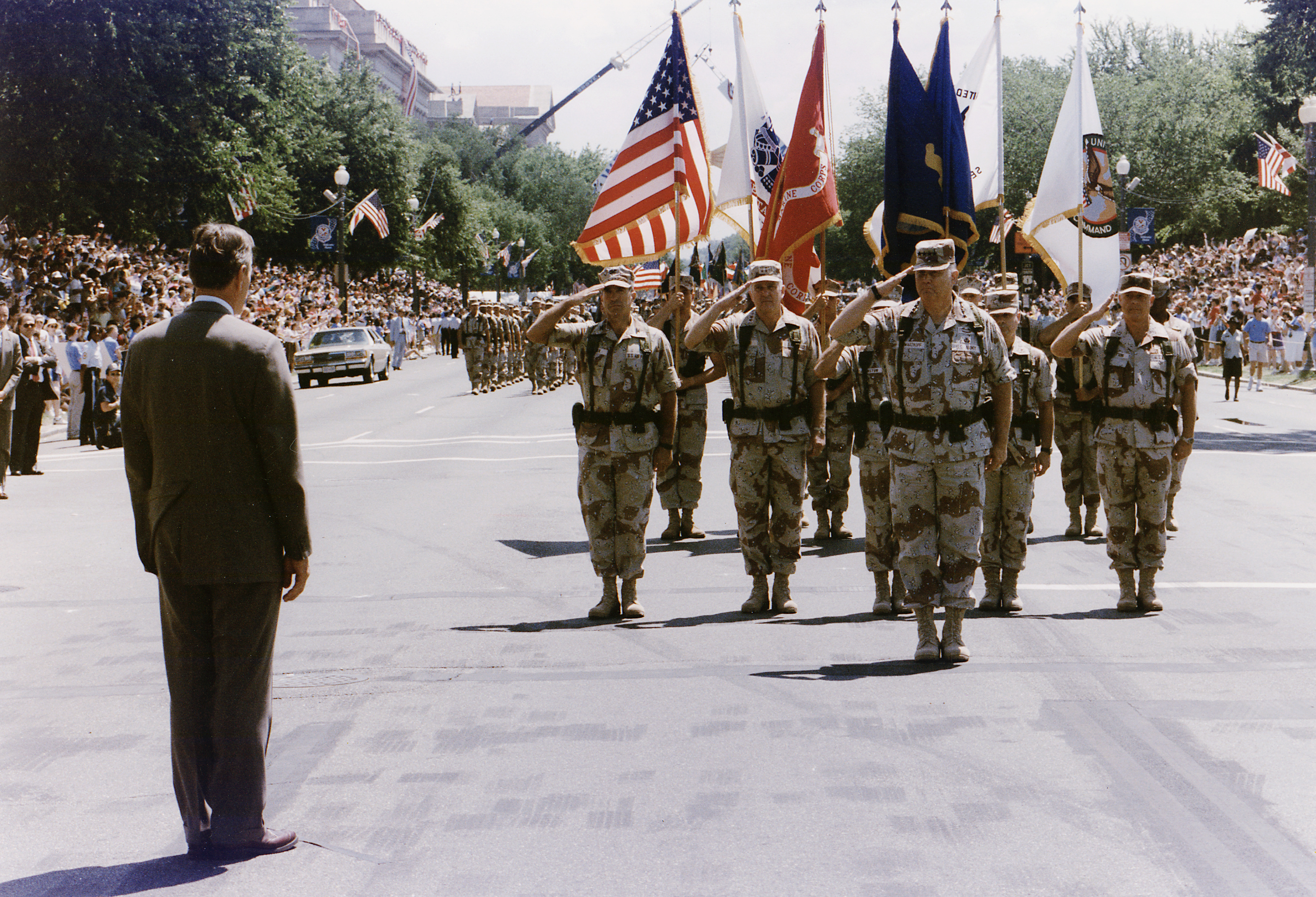
湾岸戦争勝利パレードにて、シュワルツコフらの敬礼を受ける（1991年6月8日）。

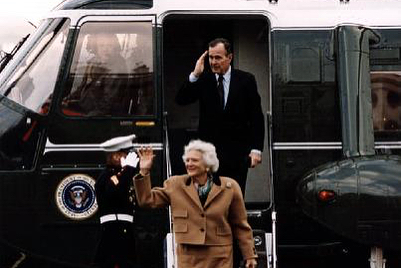
ファーストレディのバーバラと共に

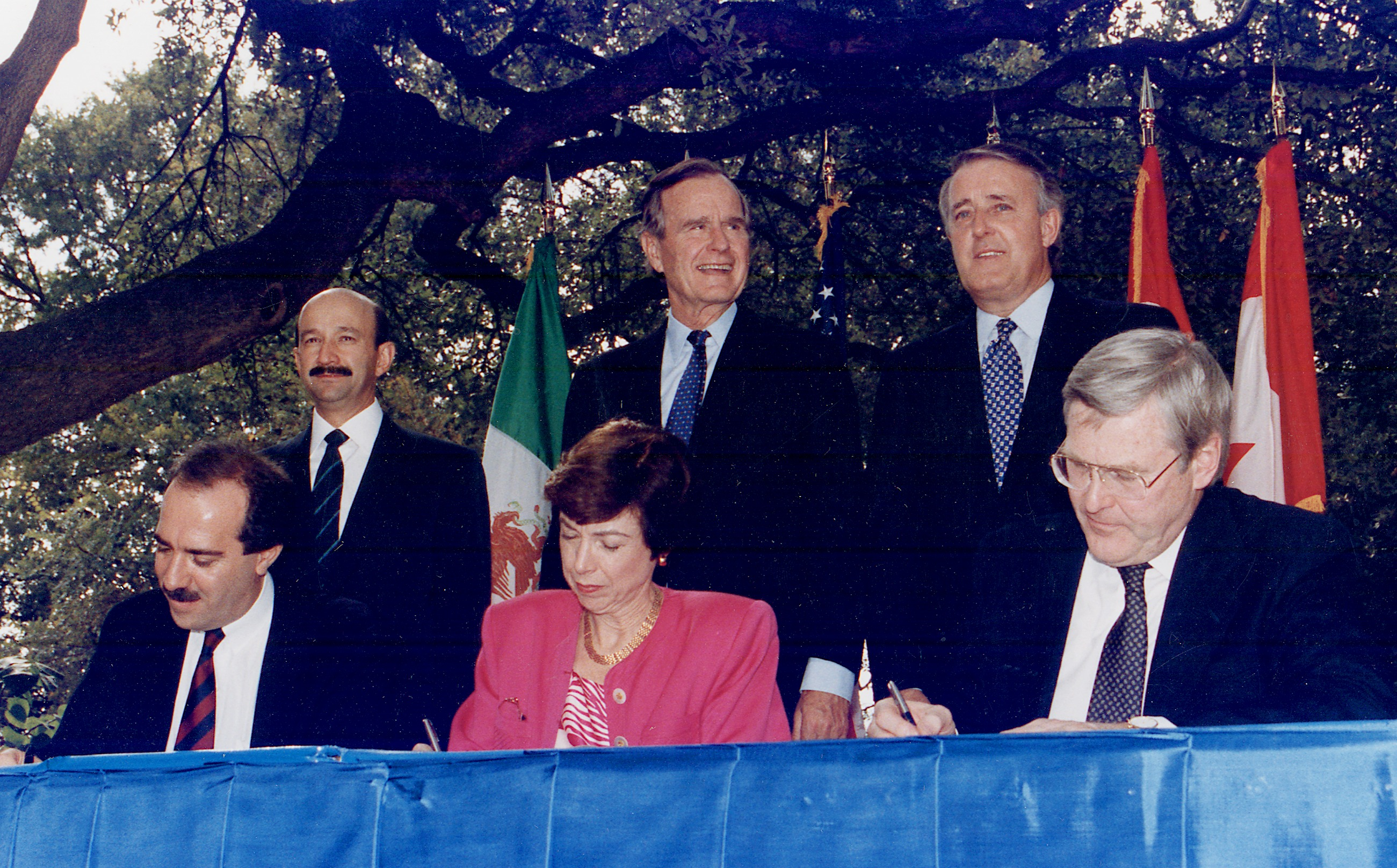
北米自由貿易協定調印（1992年）

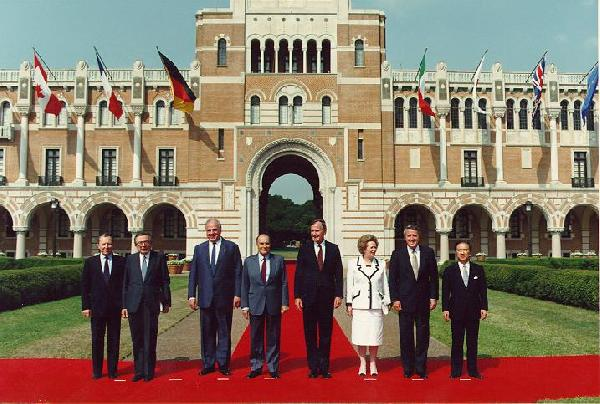
ヒューストンサミット (1990年)

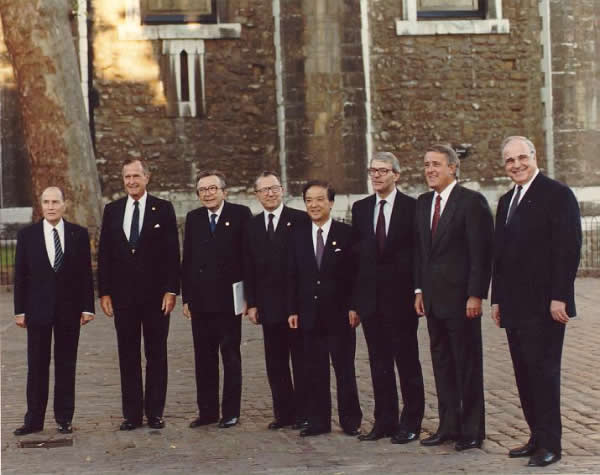
ロンドンサミット (1991年)

1989年1月20日、第41代アメリカ合衆国大統領に就任した。副大統領には保守派からの支持をと中西部諸州での得票が見込まれる事からクエールに白羽の矢が立った。

### パナマ侵攻
ブッシュが最初に取り組んだのは麻薬戦争だった。ブッシュはその一環として中南米で麻薬交易の中継となっているパナマのノリエガ政権との対立を深めた。
ノリエガは1989年5月に行われた大統領選挙に自派のカルロス・ドゥケを出馬させたが、当選したのは反ノリエガ派のギジェルモ・エンダラであった。しかしノリエガはアメリカの干渉があったとして軍をあげて選挙の無効を宣言し、フランシスコ・ロドリゲス会計院長を大統領とし、権力の保持を図った。この動きを受けて5月には暴動が発生しただけでなく、9月30日には再びクーデター未遂事件が発生した。12月15日にノリエガは議会によって「最高の政治指導者」としての地位を承認させ、独裁体制の継続を誇示した。
12月20日、ブッシュはパナマ在住アメリカ人の保護・パナマ運河条約の保全・ノリエガの拘束を主目的とするジャスト・コーズ作戦（Operation Just Cause）の発動を命令した。15分前にはエンダラを大統領として宣誓させている。ブッシュはこの侵攻をノリエガの煽動に対するアメリカの自衛権発動であると主張している。2万4000人のアメリカ軍の侵攻によりノリエガは逃亡するが、1990年1月に逮捕されてアメリカ国内で40年の禁固刑を受けた。

### 冷戦終結
1989年11月のベルリンの壁崩壊を受けて、ブッシュは第二次世界大戦の真の終結をもたらすと考えてドイツ再統一を支援した。さらに同年12月3日に地中海におけるマルタ会談で、ソ連のゴルバチョフ書記長と会談し、冷戦の終結を宣言した。これを標語的に「ヤルタからマルタへ（"From Yalta to Malta"）」という。
この会談にはソビエト連邦側からはエドゥアルド・シェワルナゼ外相、アメリカ合衆国側からはジェイムズ・ベイカー国務長官およびブレント・スコウクロフト国家安全保障問題担当大統領補佐官などが同席している。ブレント・スコウクロフトをはじめとするアメリカ政権内では、当初からマルタ会談は「時期尚早」としてソ連のスタンドプレーを許す結果になるとして反対していたが、フランスのミッテラン大統領・イギリスのサッチャー首相をはじめとするヨーロッパ首脳およびアメリカ連邦議会はゴルバチョフとの対談を説得して実現した。

### 湾岸戦争
マルタ会談から8ヶ月後の1990年8月2日にイラク軍は隣国であるクウェートへの侵攻を開始し、8月8日にはクウェート併合を発表した。これに対して諸外国は第2次世界大戦後初となる、一致結束した事態解決への努力を始めた。さらにイラクは8月18日にクウェートから脱出出来なかった外国人を自国内に強制連行し、「人間の盾」として人質にすると国際社会に発表し、その後日本・ドイツ・アメリカ・イギリスなどの非イスラム国家でアメリカと関係の深い国の民間人を、自国内の軍事施設や政府施設などに「人間の盾」として監禁した。
国際連合安全保障理事会はイラクへの即時撤退を求めると共に、11月29日に武力行使容認決議である国際連合安全保障理事会決議678をアメリカ合衆国およびソビエト連邦は一致して可決してマルタ会談と共に当時の冷戦の終結を象徴し、ブッシュは新世界秩序を掲げた。
1991年1月17日、ブッシュは軍部隊をサウジアラビアへ展開し、多国籍軍はイラクへの爆撃（「砂漠の嵐作戦」）を開始した。同地域への自国軍派遣を他国へも呼びかけ、第2次世界大戦以来の連合となった。このクウェートの占領を続けるイラク軍を対象とする戦争は多国籍軍による空爆から始まった。これに続き、2月23日から陸上部隊による進攻が始まった。
アメリカ軍を主とする多国籍軍はクウェートからイラク軍を撃退し、サウジアラビアの防衛を保証した。ただしイラクのサッダーム・フセイン政権の打倒までは行わず、あくまで制裁戦争であった。湾岸戦争は「ハイテク戦争」と呼ばれ、軍事行動の成功直後、ブッシュの支持率は当時歴代最高の89パーセントに急上昇した。多国籍軍はこれに圧倒的勝利をおさめ、クウェートを解放した。陸上戦開始から100時間後に多国籍軍は戦闘行動を停止し、停戦を宣言した。この戦争でアメリカ合衆国は世界最強の軍事力を誇示し、さらに同年12月のソビエト連邦の崩壊によって世界唯一の超大国としての地位を確立した。

### ファーストレディ
ジョージ・H・W・ブッシュが1988年アメリカ合衆国大統領選挙に当選し、ファーストレディとなったバーバラは贅沢品に囲まれて高慢なイメージのナンシー・レーガンとは全く異なり、就任式後の晩餐会に29ドルの靴を履いて出たと報じられるなど、親しみやすいキャラクターとして人気を得た。
その「親しみやすさ」は決して作られたイメージでは無く、率直な物言いと鷹揚な性格でホワイトハウスの中でも職員たちを家族のように分け隔てなく接した。また、初めてアフリカ系アメリカ人の秘書官を任命したファーストレディとなった。
ファーストレディとしてセカンドレディ時代の事業を更に格上げして「バーバラ・ブッシュ・ファミリー・リテラシー財団」を設立し、多くのホームレス・移民を援助した。識字、教育こそが貧困を無くすと、人気番組『オプラ・ウィンフリー・ショー』に出演して教育の重要性を訴え、ABCラジオにて自身の冠番組ミセス・ブッシュズ・ストーリー・タイムを持ち、子供たちに語りかけた。
1990年に出版したミリーズ・ブック：アズ・ディクテーテッド・トゥ・バーバラ・ブッシュ（邦題：『ミリー・ブッシュはファースト・ドッグ』）はベストセラーとなり、この本から得た印税は財団に寄付された。
1990年にウェルズリー大学で行った演説は大きな反響を呼んだ。多くの学生は彼女を「つまらない主婦」と見做し、決して歓迎されなかったのだが、演説が終わると本人も驚くような喝采を浴びた。この演説は「20世紀のアメリカの演説ベスト100」において45位に選ばれている。長女のロビンを白血病で亡くしたことから、白血病患者への支援も熱心に行った。

### 外交

#### 対日
対日関係ではアメリカ国内の双子の赤字解消問題と日本のバブル経済を背景に、日米構造協議において多くの自民党議員の票田である農作物で米・牛肉などの輸入自由化を求める一方で、日本経済の柱となる自動車産業のアメリカへの輸出を大幅に規制させるなど、日本に対して大統領としては異例と言える保護貿易主義を取った。
ジャパンバッシングなる言葉が流行するほどに問題化し、日本国内の左派だけでなく各種族議員を中心とする保守派議員などからも激しい反発が起きた。この件がきっかけとなり、後に年次改革要望書が作成される事になる。なお1989年2月24日に昭和天皇の葬儀「大喪の礼」に出席した。
国防関係では湾岸戦争における自衛隊派遣問題・資金援助をめぐり日本政府与党や左派勢力と激しく対立し、多額の資金援助を行ったにもかかわらず日本への謝意が演説で述べられなかったことなどから、「金だけ出して人出さない」「大枚をはたかされた上に礼の一言も言われない」など左右両派で議論を呼んだ。

#### 対中
対中関係では六四天安門事件で経済制裁を行うも、議会と対立してまで最恵国待遇を更新するなど制裁全面化に消極的であり、当時の中国の最高指導者である鄧小平には書簡で「先日のサミットの共同宣言の草案には中国を過度に非難する文言があったが、アメリカと日本が取り除いた。アメリカ議会は中国との経済関係を断ち切ることを求めているが、私は波風を立てないよう全力を尽くす」と述べていた。秘密裏にヘンリー・キッシンジャーやブレント・スコウクロフトを中国に派遣して民主化運動家の方励之の出国をめぐる交渉を行ったとされる。方励之の出国を条件に融資再開を日本は中国に持ちかけたともされ、ブッシュは第16回先進国首脳会議で対中円借款再開を表明した日本の海部俊樹首相に同調した。
また、国際連合での対イラク武力行使容認決議の際には中国が拒否権を行使しなければ天安門事件以来の制裁の緩和と銭其琛外交部長のアメリカ訪問を受け入れると取引を持ちかけたことから中国は棄権して可決できた。
かつて米中連絡事務所所長を務めた中国滞在経験や兄のプレスコットと息子のニール・ブッシュが共産党政府とビジネスもしていたため、後の北京オリンピック開会式の親子揃っての出席に象徴されるように親中派だったとも評されている。

### ブッシュ政権の閣僚
| 職名             | 氏名                               | 任期                 |
| ---------------- | ---------------------------------- | -------------------- |
| 大統領           | ジョージ・H・W・ブッシュ           | 1989 - 1993          |
| 副大統領         | ダン・クエール                     | 1989 - 1993          |
| 国務長官         | ジェイムズ・ベイカー               | 1989 - 1992          |
| 国務長官         | ローレンス・イーグルバーガー       | 1992 - 1993          |
| 財務長官         | ニコラス・ブレイディ               | 1989 - 1993          |
| 国防長官         | リチャード・チェイニー             | 1989 - 1993          |
| 司法長官         | リチャード・ソーンバーグ           | 1989 - 1991          |
| 司法長官         | ウィリアム・P・バー                | 1991 - 1993          |
| 内務長官         | マヌエル・ルージャン               | 1989 - 1993          |
| 商務長官         | ロバート・モスバカー               | 1989 - 1992          |
| 商務長官         | バーバラ・フランクリン             | 1992 - 1993          |
| 労働長官         | エリザベス・ドール                 | 1989 - 1991          |
| 労働長官         | リン・マーティン                   | 1991 - 1993          |
| 農務長官         | クレイトン・キース・ヤイター       | 1989 - 1991          |
|                  | エドワード・レル・マディガン       | 1991 - 1993          |
| 保健福祉長官     | ルイス・ウェイド・サリヴァン       | 1989 - 1993          |
| 教育長官         | ラウロ・フレッド・カヴァゾス       | 1989 - 1990          |
| 教育長官         | アンドルー・ラマー・アレグザンダー | 1991 - 1993          |
| 住宅都市開発長官 | ジャック・ケンプ                   | 1989 - 1993          |
| 運輸長官         | サミュエル・スキナー               | 1989 - 1991          |
| 運輸長官         | ジェームズ・ブゼイ                 | 1991 - 1992 （代理） |
| 運輸長官         | アンドルー・カード                 | 1992 - 1993          |
| エネルギー長官   | ジェームズ・ワトキンス             | 1989 - 1993          |
| 退役軍人長官     | エドワード・ダーウィンスキー       | 1989 - 1992          |
| 退役軍人長官     | アンソニー・プリンシピ             | 1992 - 1993 （代理） |

### 1992年アメリカ合衆国大統領選挙

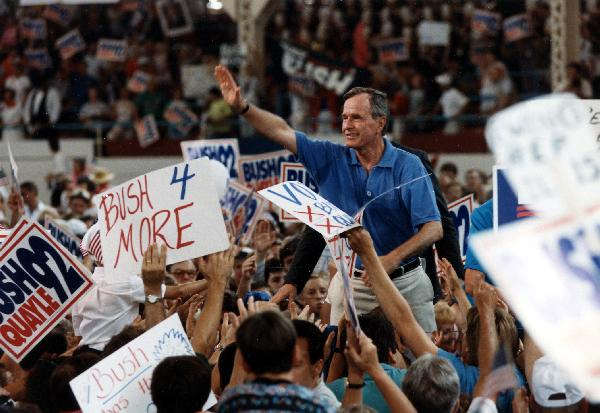
1992年アメリカ合衆国大統領選挙にて

再選をかけた1992年アメリカ合衆国大統領選挙では、1991年2月28日に湾岸戦争に勝利して中東和平会議を開き、1992年からソマリア内戦にも介入し、北米自由貿易協定に調印したことなど対外的成果を強調して1992年アメリカ合衆国大統領選挙に挑んだ。
しかし、湾岸戦争後の緩やかな景気後退や4年前の選挙の「増税はしない」という公約を反故にしていたこと、更に4年前と同様の戦術であるネガティブ・キャンペーンが今度は裏目に出たことなどの条件が重なり、アーカンソー州知事で民主党のビル・クリントンに敗北した。本人は敗因として景気が悪化しているのにFRB（連邦準備制度理事会）が利下げを行わなかった為だと不満を示した。なお現職の大統領としては1976年のジェラルド・フォード、1980年のジミー・カーターに続いてベトナム戦争後のアメリカにおいては3人目の不名誉な敗北となった。
→ 詳細は「1992年アメリカ合衆国大統領選挙」の項を参照。

## 大統領退任後

### 後任との仲

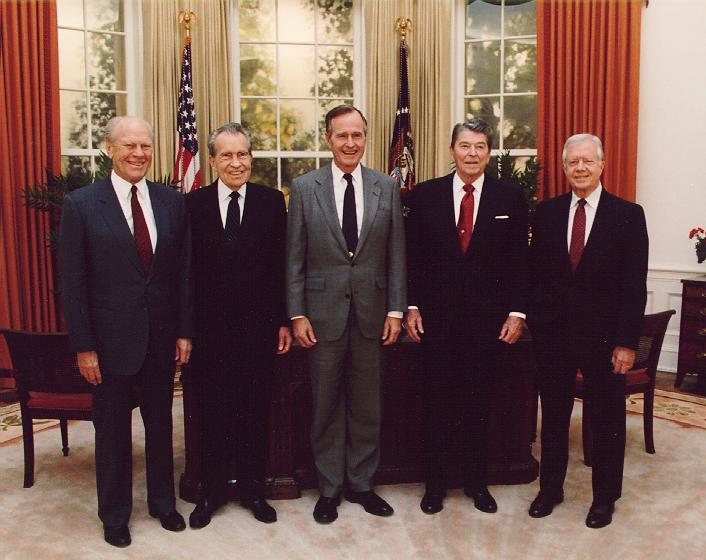
左からジェラルド・R・フォード、リチャード・ニクソン、ブッシュ、ロナルド・レーガン、ジミー・カーター

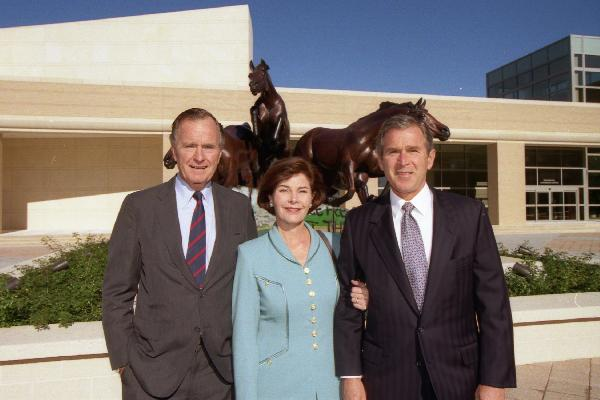
息子のジョージ・ブッシュ、妻のローラと（1997年11月6日）

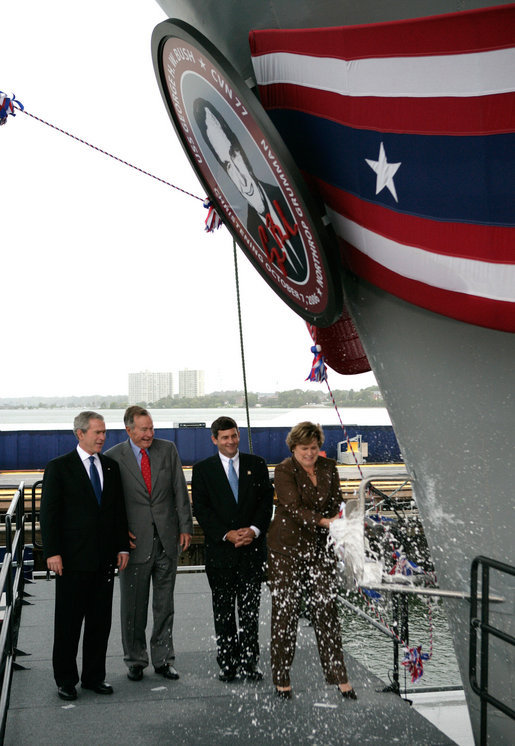
空母「ジョージ･H･W･ブッシュ」の進水式
----
左から息子のジョージ・W・ブッシュ大統領（当時）、本人、施工主であるノースロップ・グラマンのマイク・ペタース社長、娘のドロシー・ブッシュ・コッチ。(2006年10月7日)

大統領選挙での敗北後、ブッシュは慣例にしたがって退任した。特に息子がテキサス州の知事となり、共和党の有力な大統領候補として頭角を現すようになってからはその妨げとならないよう、他の退任した大統領よりも増して公の場には極力姿を表さないよう心がけていた。
そのブッシュを再び表舞台に登場させたのが、意外にも後任の大統領であるビル・クリントンだった。クリントンは自らの退任後、2005年に行われたスマトラ島沖地震の津波災害救援特使としてブッシュと特別機で同行した際に、選挙戦でのわだかまりが解け、「元大統領」としてブッシュを様々な非政治的な式典や被災地の慰問などに誘うこととなった。
そうしたことから両者の仲は極めて親密なものとなり、その関係は相互の家庭を時折訪問するほどまでになった。息子の嫁のローラ夫人はその親密ぶりを「うちの家族にはミスター・プレジデントが3人もいるんですよ」と評したこともある。

### 親子大統領
息子のジョージ・W・ブッシュもアル・ゴア前副大統領との大接戦の末に2代後の大統領となった。そして2001年9月に発生した同時多発テロ事件の後の同年10月に、世界的な「テロとの戦い」を発表してアメリカ愛国者法を成立させた。湾岸戦争時の父親同様に、ジョージ・W・ブッシュも「戦時大統領」と呼ばれた。
そして2001年アフガニスタン紛争に臨み、ターリバーン政権を倒しアルカーイダを壊滅させて、ウサーマ・ビン・ラーディンをデッド・オア・アライブとして逮捕あるいは殺害することを命じた。
2003年3月17日、ジョージ・W・ブッシュはフセインと側近に対して48時間以内の国外退去を求める事実上の最後通牒を発表。3月19日、最後通牒を無視したイラクに対して軍事侵攻（イラク戦争）した。作戦は順調に進み、5月1日には「大規模戦闘の終結宣言」を行ったが、その後も戦闘は続いた。
2004年、ジョージ・W・ブッシュは再び2004年アメリカ合衆国大統領選挙に立候補し、父が果たせなかった2回目の当選を果たした。2009年1月20日に任期満了で大統領を退任した。

### 施設名・艦名など
ジョージ・H・W・ブッシュは1期4年限りの大統領だったが、任期中に大統領の名を汚すようなスキャンダルには一切見舞われなかったことから、退任後はその名がさまざまな施設・艦船につけられることになった（逆にウォーターゲート事件の揉み消しスキャンダルで辞任したニクソンや、セックス・スキャンダルが弾劾審理にまで発展したクリントンの名は忌避される傾向にある）。
1999年4月26日、CIA出身の初の大統領だったジョージ・H・W・ブッシュの功績を称えて、CIA本部はジョージ・ブッシュ情報センターと命名された。
1997年には地元であるテキサス州ヒューストンの空港が「ジョージ・ブッシュ・インターコンチネンタル空港」と改名され、2002年にはニミッツ級航空母艦の第10番艦が「ジョージ・H・W・ブッシュ」と命名されることになった。
なお、存命中の元大統領の名前が海軍の艦船に冠せられるのは、カーターとレーガンに続き史上3人目となる。

### 晩年
2012年11月23日に気管支炎のためテキサス州ヒューストンの病院に入院。12月中旬ごろに容態が悪化し、集中治療室へ移されたが、その後持ち直し一般病棟に戻された。
2013年4月25日には息子の関連資料を集めた記念図書館の開館式に他の歴代大統領経験者と共に車椅子で出席し、久しぶりに公の場に姿を現した。
2017年1月、肺炎により入院している事が報じられたが順調に快方に向かい、同月30日に無事退院した。なお、出席する予定だった20日のドナルド・トランプ大統領の就任式には、息子のウォーカー・ブッシュが代理として出席した。
退院の数日後には第51回スーパーボウルの試合前のコイントスを務め、妻のバーバラと共に元気な姿を見せたが、バーバラは2018年4月17日に死去している。

### 死去

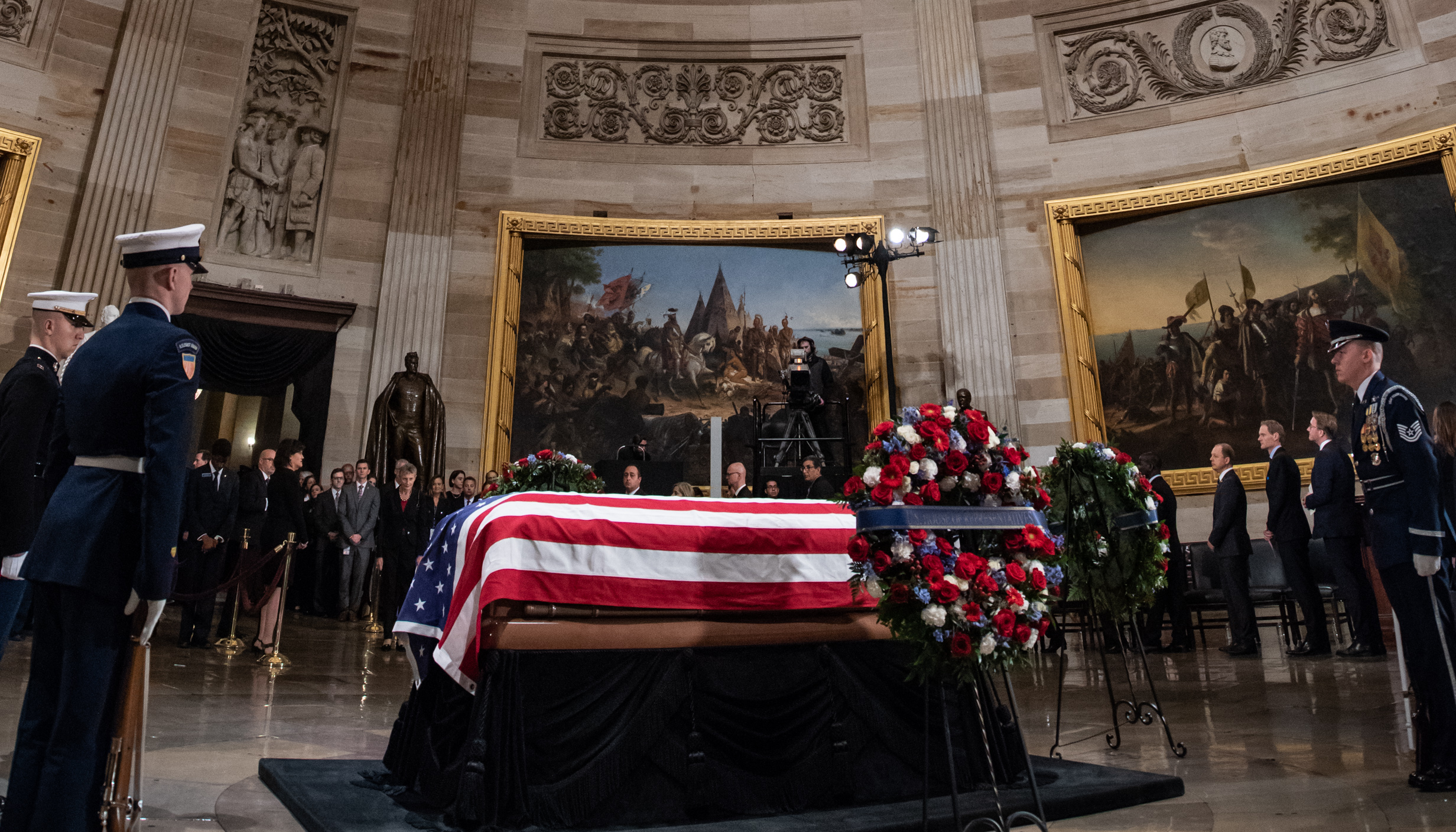
連邦議会議事堂のロタンダに一時安置された棺

2018年11月30日にテキサス州ヒューストンで死去。94歳没。息子のジョージ・W・ブッシュは「わが父、ジョージ・H・W・ブッシュは高潔な人格で、最高の父親だった。友人や仲間たちの哀悼の意に対し、ブッシュ家の全員が深く感謝している」という声明を出した。トランプは「ブッシュ氏は正確な判断と良識、そして、確固たるリーダーシップで平和裏にアメリカと世界を冷戦の勝利に導いた。ブッシュ氏の家族に国民と共に祈りを捧げ、その生涯と功績に敬意を表したい」と述べた。
海部元首相は「私が総理大臣に就任して間も無く訪米した際、ブッシュ氏は自宅で家族揃って出迎えてくれ、大変有意義な時間を過ごす事ができた。今は亡きバーバラ夫人が隣に寄り添い、時にブレーキ役になっていたことも印象深い。ブッシュ氏が日本を訪れた際には必ず連絡をくれた、語りきれないほどのたくさんの思い出があり、心より御冥福をお祈りします」と述べた。
元ソ連大統領のゴルバチョフは「我々は大きな責任が求められる劇的な変化の時代に共に仕事をやり遂げ、冷戦と核軍拡競争に終止符を打った。歴史的な偉業に対するブッシュ氏の貢献を称えたい。ブッシュ氏は政治家としても、1人の人間としても、人々の心に長く残るだろう」と語った。
2018年12月5日にワシントン大聖堂で国葬が執り行われ、ジミー・カーター、ビル・クリントン、バラク・オバマ、ドナルド・トランプの歴代大統領が参列した。日本からは特使として元首相の福田康夫が参列した。遺体は即日エアフォースワンでテキサス州ヒューストンへ運ばれ、翌12月6日には聖マーティン教会でテキサス州葬の後、列車「BUSH 4141」で70マイル先のカレッジステーションへ運ばれて、幼くして亡くなった娘・妻のバーバラも眠るテキサスA&M大学のブッシュ大統領図書館脇の墓地に埋葬された。

## 個人生活

### 妻

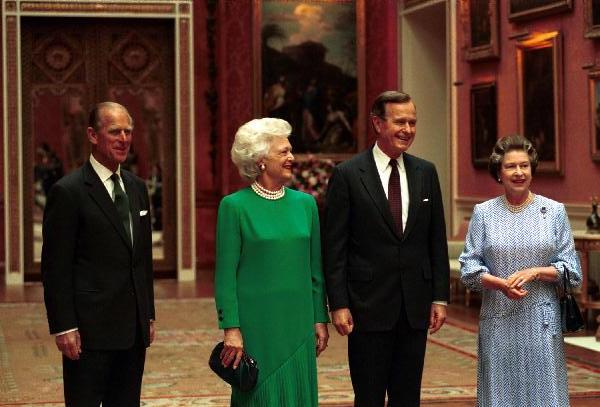
エリザベス2世、フィリップ王配、バーバラと共に（1989年6月1日）。

最愛の妻であるバーバラとの逸話は有名である。また、敬虔なクリスチャン（聖公会）で、友人を教会へ連れて行くことを好んだ。マーガレット・サッチャーを連れていったこともある。
ブッシュ一家は結婚後29回、ワシントンD.C.や北京まで29回転居した。ブッシュが様々な政府の仕事に従事して家族から離れている間、バーバラは単独で家族の面倒を見た。政治家の妻として様々なチャリティーにも関わった。
ブッシュが国際連合大使だった際は公邸でニューヨークの最高級ホテルでもあるウォルドルフ＝アストリア42階のスイートルームが夫婦の自宅だった。
一方でブッシュがCIA長官になった後、家庭内でも仕事の話を一切共有出来無くなったために、会話が減ったことからうつ病を患った。夫の薦めでホスピスでボランティア活動に勤しみ、中華人民共和国での生活を講演したりしたことで病から回復した。

### 家族

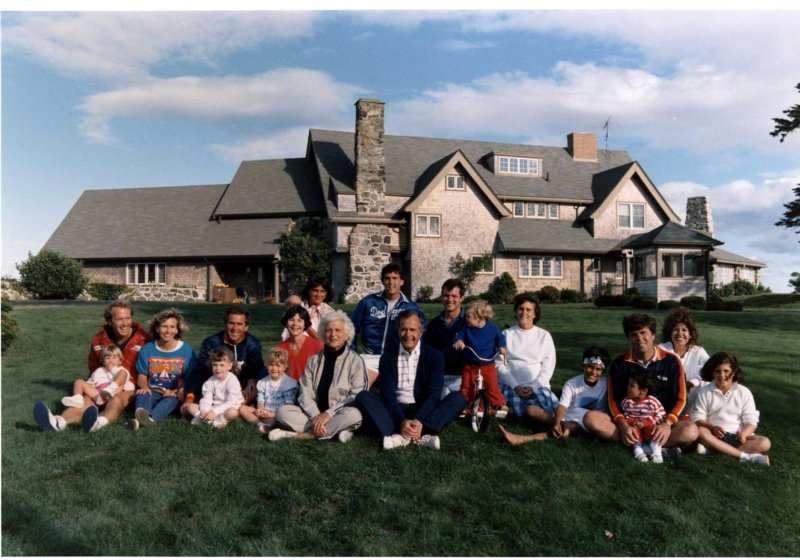
家族集合写真

父親の連邦上院議員職、長男ジョージ・W・ブッシュのテキサス州知事及び大統領、次男ジェブ・ブッシュのフロリダ州知事などの政治的な成功で、ブッシュ家は王朝としてなぞらえられ、ジョン・アダムズ及びケネディ家と比較された。
バーバラ夫人との間には、幼児（3歳）で亡くなった2番目の子供ロビン（Robin, 女子）を除くと、子供が5人いる。
- ジョージ・ウォーカー・ブッシュ（George Walker Bush, 1946年7月6日 - 長男。第43代大統領）
- “ロビン”ポーリン・ロビンソン・ブッシュ（'Pauline Robinson "Robin" Bush, 1949年12月20日 - 1953年10月11日。長女。白血病で死去。）
- “ジェブ”ジョン・エリス・ブッシュ（John Ellis "Jeb" Bush, 1953年2月11日 - 次男。第43代フロリダ州知事）
- ニール・マローン・ブッシュ (Neil Mallon Pierce Bush, 1955年1月22日 - 三男)
- マーヴィン・ブッシュ (Marvin Bush, 1956年10月22日 - 四男)
- ドロシー・ウォーカー・ブッシュ・コック（Dorothy Walker Bush Koch, 1959年8月18日 - 次女）

## 逸話

### 訪日時の事件
1992年1月7日の来日では天皇・宮澤喜一首相とそれぞれ会談した。この来日では最初に京都御所を見学し、その場で行われていた蹴鞠に飛び入りで参加。翌日に天皇と2回テニスのダブルスで対戦しているが、2回とも父ブッシュが負けている。
その日の宮澤喜一首相主催の晩餐会の最中、突然隣に座っていた宮澤の膝に嘔吐し、椅子から崩れるように倒れ、その様子は世界中のマスメディアがトップニュースとして報道した。妻バーバラがとっさの機転で「ブッシュ家は負けることに慣れていないのです」とジョークを飛ばし、その場を救った。日本政府は慶應義塾大学病院を手配したが、アメリカ側はただのインフルエンザに過ぎないからとこれを受諾せず、アメリカ大使館の医務官が対応した。

### ブロッコリー嫌い
大のブロッコリー嫌いで知られており、大統領専用機の機内食のメニューからブロッコリーを削除した。また、「ブロッコリーは嫌い。二度と食べない。ポーランド市民がソ連と闘ったように私もブロッコリーと闘う」と発言したところ、怒ったブロッコリー農家からトラックで大量のブロッコリーを送りつけられた。これに対してバーバラ夫人は「夫のブロッコリー嫌いを直せなかったのは私や義母の責任」とユーモアを交えて謝罪し、大量のブロッコリーはホームレスらへの炊き出しに用いられた。葬儀の際に息子のジョージ・W・ブッシュも弔辞で父親のブロッコリー嫌いに触れ「私達にも受け継がれている」と述べている。

### 撃墜体験
太平洋戦争で撃墜されたアベンジャー雷撃機の名前は、後の妻の名前である“バーバラ”だった。1944年9月2日9時前、父ブッシュは軽空母サン・ジャシント から友人であるスタンレー・ブッチャーらが搭乗した僚機3機と護衛のヘルキャット数機共に発進し、父島の無電塔爆撃任務についた。この無電塔はアメリカ軍の通信を傍受し、本土に空襲の警報を発していたため、アメリカ軍にしてみれば何としても破壊しておく必要があったのである。
父ブッシュのチームは機長のブッシュ、二等通信士ジョン・デラニーと代理銃手（情報将校）ウィリアム・ホワイト中尉の3人であった。本来父ブッシュの機“バーバラ”の銃手はレオ・W・ナドーであったが、この日は出撃の直前に島の視察を望んだホワイトに交代するよう命じられたため出撃しなかった。彼は前日に父ブッシュたちと父島の砲台を攻撃し、これを破壊する戦果を上げていた。父ブッシュたちの向かった攻撃目標は山岳地帯に隠された砲座によって守られた危険地帯に存在し、父ブッシュたちの機は激しい攻撃にさらされた。父ブッシュはそれでも爆弾槽を開け目標に四個の爆弾を投下したが、乗機バーバラは被弾し、炎上した。父ブッシュは屈せず、サン・ジャシントへの帰還を試みたが機のコクピットが炎と煙で満たされたため、高度1500フィートの地点でパラシュート脱出した。同乗者のうちホワイトは既に死亡していたか、爆風による負傷のため脱出できず機体と運命を共にした。デラニーは脱出には成功したもののパラシュートが開かず戦死した。父ブッシュは無事着水し生存した。
すぐさま彼を捕獲するため日本軍舟艇が出動したが、僚機（機体名不明）のダグ・ウェスト中尉（職種不明）が舟艇を機銃掃射し、上空にいた戦闘機が撃墜を通信したため難を逃れることができた。通信から数時間後、島から15～20マイルの海域を哨戒していた潜水艦フィンバック（艦長ロバート・R・ウィリアムズ）が到着、父ブッシュは他の4人のパイロットとともに救助された。このときの救助の光景はフィンバックの写真撮影助手であったビル・エドワーズ少尉によって8ミリフィルムに撮影され、後に父ブッシュに贈られた。ホワイトとデラニーの戦死についてナドーは自責の念に駆られたという。ブッシュ、デラニーとチームとして脱出の訓練を積んでいたナドーはホワイトの戦死について、アベンジャーの砲座には砲手用のパラシュートを保管・着用するためのスペースがなく、彼が脱出する場合には砲座から出た上で、デラニーからパラシュートを受け取る手順になっていたこと、不慣れなホワイトが砲座から脱出するのに時間がかかったであろうことが彼の戦死の原因では無かったかと語っている。
救助された父ブッシュ他4人のパイロットはその後1ヶ月、潜水艦の目として撃墜されたパイロットを発見する任務に就いた。翌日には早くも母島上空で撃墜された空母エンタープライズの搭乗員・ジェームズ・ベックマン中尉を救助する戦果を上げた。彼らは交代で4時間ずつ飛行し、8時間休息するというローテーションで働いた。一月後父ブッシュほかのパイロットたちはニューヨークでフィンバックを下艦し生還した。その後父ブッシュらのパイロットはハワイに移された。彼らはそこで二週間の休暇を与えられることになったが、父ブッシュは早くサンジャシントに戻って出撃することを希望し艦に戻った。
なお、この時他にも4機のアメリカ軍機が撃墜されたが、搭乗員の8人のアメリカ軍兵士捕虜の内5人が小笠原事件において処刑された後に食人されたとされ、ブッシュの対日観に長く影を落としたといわれている。ある席で「初めて日本人を許す気になった」と語ったという話がある。ブッシュ機を撃墜した砲台は、乱戦の最中ということもあり、特定できなかった。
ただし当時現場に立ち会っており、この事件が弁護士活動の原点になったという、元日弁連会長の土屋公献は事件について証言し、食人などの事実は無かったとして事件の内容について語気鋭く否定している。

### 七面鳥の「恩赦」
感謝祭前日にホワイトハウスで七面鳥を「恩赦」で放鳥する行事は、1963年に「Good Eatin', Mr. President（美味しく食べてね、大統領）」というメッセージを首からぶら下げた七面鳥を当時の大統領ケネディが食べなかったエピソードが由来とされており、このエピソードを1989年から定例の行事としたのが父ブッシュである。